# Myzakkaia
Myzakkaia  (лат.) — род тлей из подсемейства Aphidinae (Macrosiphini). Встречается в странах Восточной и Южной Азии.

## Описание
Мелкие насекомые тёмного цвета (почти чёрные), длина тела около 2 мм.
Ассоциированы с растениями Polygonum (семейства Гречишные). Близок к тлям рода Trichosiphonaphis. Диплоидный набор хромосом 2n=12.
- Myzakkaia kuwanais
- Myzakkaia niitakaensis
- Myzakkaia polygonicola
- Myzakkaia verbasci